# チョイチャック
チョイチャックは、浅井企画に所属していたお笑いコンビである。

## 概説
2000年3月コンビ結成。
コンビ名は大学時代に友達（女の子）が着ていたワンピースの「チョットしかないチャック」で話が盛り上がったことに由来する。
ネタには、2人とも赤鬼、青鬼に扮して演じる漫才、コントなどがある。
2014年10月6日解散。伊佐はピン芸人として、川合は音楽関係の仕事をすると発表。

## メンバー
伊佐陶太（いさ とうた、1977年8月7日 - ）
- 福岡県飯塚市（旧嘉穂郡筑穂町）出身。A型

川合鉄平（かわい てっぺい、1976年4月29日 - ）
- 群馬県前橋市出身・O型

## テレビ出演
- NHK高校講座 家庭総合 （NHK教育）
- 爆笑レッドカーペット（フジテレビ） - キャッチコピーは「漫才界の鬼」
- あらびき団第31回 （TBS、2008年6月4日）
- Deep Love （テレビ東京、2005年1月） ドラマ版ホスト・隆役。 ※川合のみ
- チャンネル☆ロック! （TBS、2004年12月4日）
- お笑い図鑑 ハマヌキ（tvk）
- ねこの穴 （テレビ東京、2001年10月30日）
- 爆笑オンエアバトル （NHK総合） 戦績0勝2敗 最高285KB
- オンバト+（NHK総合） 戦績0勝1敗 最高373KB
- 爆笑レッドシアター（フジテレビ、2009年4月15日） - 「ホワイトシアター」出演
- BSブランチ（BS-TBS、2010年9月4日・2011年2月12日） - 「お笑い対決」
- 仮面ライダーオーズ/OOO（テレビ朝日、2010年9月） - 警備員役
- 内村さまぁ〜ず （インターネット配信 内さま.com、2013年1月15日-31日配信）#150「若手の手作り料理を楽しみたい男達!!」